# Bromid jodný
Bromid jodný je interhalogen s chemickým vzorcem IBr, je to tmavě červená pevná látka, která taje blízko laboratorní teploty.
Vzniká přímou reakcí z prvků:
I2 + Br2 → 2 IBr
Podobně jako chlorid jodný se využívá jako zdroj iontu I+.
V tavenině částečně disociuje a stává se vodivým:
3 IBr ⇌ I2Br+ + IBr −
2 
Rozpuštěný v koncentrované (96%) kyselině octové, bývá používán v analytické chemii a označován jako Hanušovo činidlo.